# لگوو
لگوو (به لاتین: Lgów) یک روستا در لهستان است که در گمینا ژرکوو واقع شده‌است. لگوو ۱۸۰ نفر جمعیت دارد.